# 제임스 뷰캐넌 (목사)

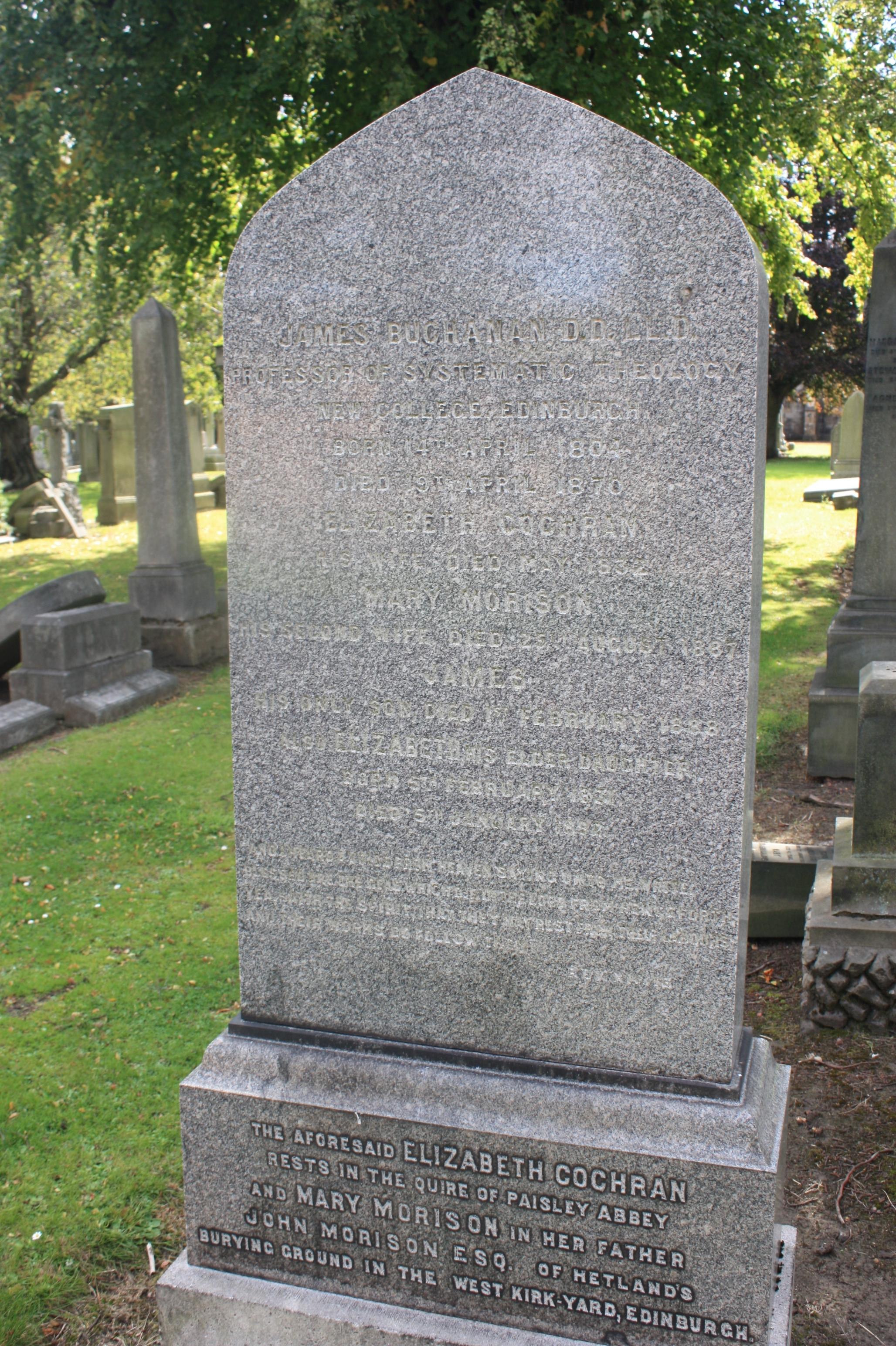
제임스 뷰캐넌의 묘지

제임스 뷰캐넌(James Buchanan; 1804년 - 1870년) 스코틀랜드 교회 목사이며 신학자이다.
에든버러에 있는 자유교회의 뉴 칼리지에서 조직신학 교수로 토마스 찰머스에 이어 종사하였다.
그의 저서인 《성령의 역할과 사역》(The Office and Work of Holy Spirit)은 존 오언의 작품에 많은 영향을 받았다.

## 저서
- The Doctrine of Justification : 그는 요한 피스카토르가 그리스도의 능동적 순종교리를 거부한 것에 대하여 그것이 그 자신의 개인적 순종이 개입하게 되는 계가를 낳았다고 주장하였다.[1]

## 같이 보기
- 칭의